# Polynemus bidentatus
Polynemus bidentatus är en fiskart som beskrevs av Hiroyuki Motomura och Tsukawaki 2006. Polynemus bidentatus ingår i släktet Polynemus och familjen Polynemidae. Inga underarter finns listade i Catalogue of Life.